# Дрёмово-Черемошки
Дрёмово-Черемошки — село в Конышёвском районе Курской области России. Входит в состав Захарковского сельсовета.

## География
Село находится на реке Котлевка (приток реки Вабля в бассейне Сейма), в 64 км от российско-украинской границы, в 59 км к северо-западу от Курска, в 4,5 км к востоку от районного центра — посёлка городского типа Конышёвка, в 5,5 км от центра сельсовета — села Захарково.
Климат
Дрёмово-Черемошки, как и весь район, расположены в поясе умеренно континентального климата с тёплым летом и относительно тёплой зимой (Dfb в классификации Кёппена).
| Показатель                                                                       | Янв. | Фев. | Март | Апр. | Май  | Июнь | Июль | Авг. | Сен. | Окт. | Нояб. | Дек. | Год  |
| -------------------------------------------------------------------------------- | ---- | ---- | ---- | ---- | ---- | ---- | ---- | ---- | ---- | ---- | ----- | ---- | ---- |
| Средний суточный максимум, °C                                                    | −4   | −3   | 2,8  | 12,9 | 19,2 | 22,5 | 25   | 24,4 | 18   | 10,5 | 3,4   | −1,1 | 10,9 |
| Средняя температура, °C                                                          | −6,1 | −5,5 | −0,8 | 8,1  | 14,6 | 18,2 | 20,7 | 19,8 | 13,9 | 7,2  | 1,2   | −3,1 | 7,4  |
| Средний суточный минимум, °C                                                     | −8,5 | −8,6 | −4,9 | 2,7  | 9    | 12,9 | 15,7 | 14,7 | 9,7  | 3,9  | −1,1  | −5,2 | 3,4  |
| Норма осадков, мм                                                                | 50   | 44   | 48   | 50   | 63   | 71   | 77   | 54   | 57   | 57   | 48    | 49   | 668  |
| Источник: Погода по месяцам c ru.climate-data.org(дата обращения: Сентябрь 2021) |      |      |      |      |      |      |      |      |      |      |       |      |      |

Часовой пояс
Село Дрёмово-Черемошки, как и вся Курская область, находится в часовой зоне МСК (московское время). Смещение применяемого времени относительно UTC составляет +3:00.

## Население
| 2002 | 2010 |
| ---- | ---- |
| 126  | ↘86  |

## Инфраструктура
Личное подсобное хозяйство. В селе 116 домов.

## Транспорт
Дрёмово-Черемошки находится в 60,5 км от автодороги федерального значения М3 «Украина» (Москва — Калуга — Брянск — граница с Украиной), в 41,5 км от автодороги М2 «Крым» (Москва — Тула — Орёл — Курск — Белгород — граница с Украиной, с подъездами к Туле, Орлу, Курску, Белгороду и историко-архитектурному комплексу «Одинцово»), в 43 км от автодороги А142 (Тросна — М-3 «Украина»), в 25,5 км от автодороги регионального значения 38К-038 (Фатеж — Дмитриев), в 3,5 км от автодороги 38К-005 (Конышёвка — Жигаево — 38К-038), на автодорогe межмуниципального значения 38Н-133 (38К-005 — Дрёмово-Черемошки), в 4,5 км от ближайшей ж/д станции Конышёвка (линия Навля — Льгов I).
В 158 км от аэропорта имени В. Г. Шухова (недалеко от Белгорода).